# 1563 год
1563 (ты́сяча пятьсо́т шестьдеся́т тре́тий) год  по юлианскому календарю — невисокосный год, начинающийся в пятницу. Это 1563 год нашей эры, 3‑й год 7‑го десятилетия XVI века 2‑го тысячелетия, 4‑й год 1560‑х годов. Он закончился 462 года назад.
| Пн | Вт | Ср | Чт | Пт | Сб | Вс |
|    |    |    |    | 1  | 2  | 3  |
| 4  | 5  | 6  | 7  | 8  | 9  | 10 |
| 11 | 12 | 13 | 14 | 15 | 16 | 17 |
| 18 | 19 | 20 | 21 | 22 | 23 | 24 |
| 25 | 26 | 27 | 28 | 29 | 30 | 31 |

| Пн | Вт | Ср | Чт | Пт | Сб | Вс |
| 1  | 2  | 3  | 4  | 5  | 6  | 7  |
| 8  | 9  | 10 | 11 | 12 | 13 | 14 |
| 15 | 16 | 17 | 18 | 19 | 20 | 21 |
| 22 | 23 | 24 | 25 | 26 | 27 | 28 |

| Пн | Вт | Ср | Чт | Пт | Сб | Вс |
| 1  | 2  | 3  | 4  | 5  | 6  | 7  |
| 8  | 9  | 10 | 11 | 12 | 13 | 14 |
| 15 | 16 | 17 | 18 | 19 | 20 | 21 |
| 22 | 23 | 24 | 25 | 26 | 27 | 28 |
| 29 | 30 | 31 |    |    |    |    |

| Пн | Вт | Ср | Чт | Пт | Сб | Вс |
|    |    |    | 1  | 2  | 3  | 4  |
| 5  | 6  | 7  | 8  | 9  | 10 | 11 |
| 12 | 13 | 14 | 15 | 16 | 17 | 18 |
| 19 | 20 | 21 | 22 | 23 | 24 | 25 |
| 26 | 27 | 28 | 29 | 30 |    |    |

| Пн | Вт | Ср | Чт | Пт | Сб | Вс |
|    |    |    |    |    | 1  | 2  |
| 3  | 4  | 5  | 6  | 7  | 8  | 9  |
| 10 | 11 | 12 | 13 | 14 | 15 | 16 |
| 17 | 18 | 19 | 20 | 21 | 22 | 23 |
| 24 | 25 | 26 | 27 | 28 | 29 | 30 |
| 31 |    |    |    |    |    |    |

| Пн | Вт | Ср | Чт | Пт | Сб | Вс |
|    | 1  | 2  | 3  | 4  | 5  | 6  |
| 7  | 8  | 9  | 10 | 11 | 12 | 13 |
| 14 | 15 | 16 | 17 | 18 | 19 | 20 |
| 21 | 22 | 23 | 24 | 25 | 26 | 27 |
| 28 | 29 | 30 |    |    |    |    |

| Пн | Вт | Ср | Чт | Пт | Сб | Вс |
|    |    |    | 1  | 2  | 3  | 4  |
| 5  | 6  | 7  | 8  | 9  | 10 | 11 |
| 12 | 13 | 14 | 15 | 16 | 17 | 18 |
| 19 | 20 | 21 | 22 | 23 | 24 | 25 |
| 26 | 27 | 28 | 29 | 30 | 31 |    |

| Пн | Вт | Ср | Чт | Пт | Сб | Вс |
|    |    |    |    |    |    | 1  |
| 2  | 3  | 4  | 5  | 6  | 7  | 8  |
| 9  | 10 | 11 | 12 | 13 | 14 | 15 |
| 16 | 17 | 18 | 19 | 20 | 21 | 22 |
| 23 | 24 | 25 | 26 | 27 | 28 | 29 |
| 30 | 31 |    |    |    |    |    |

| Пн | Вт | Ср | Чт | Пт | Сб | Вс |
|    |    | 1  | 2  | 3  | 4  | 5  |
| 6  | 7  | 8  | 9  | 10 | 11 | 12 |
| 13 | 14 | 15 | 16 | 17 | 18 | 19 |
| 20 | 21 | 22 | 23 | 24 | 25 | 26 |
| 27 | 28 | 29 | 30 |    |    |    |

| Пн | Вт | Ср | Чт | Пт | Сб | Вс |
|    |    |    |    | 1  | 2  | 3  |
| 4  | 5  | 6  | 7  | 8  | 9  | 10 |
| 11 | 12 | 13 | 14 | 15 | 16 | 17 |
| 18 | 19 | 20 | 21 | 22 | 23 | 24 |
| 25 | 26 | 27 | 28 | 29 | 30 | 31 |

| Пн | Вт | Ср | Чт | Пт | Сб | Вс |
| 1  | 2  | 3  | 4  | 5  | 6  | 7  |
| 8  | 9  | 10 | 11 | 12 | 13 | 14 |
| 15 | 16 | 17 | 18 | 19 | 20 | 21 |
| 22 | 23 | 24 | 25 | 26 | 27 | 28 |
| 29 | 30 |    |    |    |    |    |

| Пн | Вт | Ср | Чт | Пт | Сб | Вс |
|    |    | 1  | 2  | 3  | 4  | 5  |
| 6  | 7  | 8  | 9  | 10 | 11 | 12 |
| 13 | 14 | 15 | 16 | 17 | 18 | 19 |
| 20 | 21 | 22 | 23 | 24 | 25 | 26 |
| 27 | 28 | 29 | 30 | 31 |    |    |

## События
- 1493—1593 — Столетняя хорватско-османская война. Серия вооружённых конфликтов между Королевством Хорватия и Османской империей[1].
- 1507—1622 — Португало-персидская война. Ряд вооружённых конфликтов между колониалистской Португалией и вассальным Ормузом, с одной стороны, и Сефевидской империей, поддерживаемой англичанами, с другой[2].
- 1511—1641 — Малайско-португальская война. Вооружённый конфликт XVI-XVII веков, в котором Малаккский султанат при поддержке империи Мин, Голландской Ост-Индской компании (с 1607) и Джохора безуспешно сопротивлялся Португальской империи, стремившейся захватить Малакку и установить контроль над торговлей между Индией и Китае[3].
- 1545—1563 — закончил работу Тридентский собор католической церкви. Утвердил догматы о первородном грехе, чистилище. Один из важнейших соборов в истории Католической церкви. Собрался, чтобы дать ответ движению Реформации. Считается отправной точкой Контрреформации[4].
- 1558—1566 — Португало-турецкая война[5].
- 1560—1570 — Монгольское завоевание Малвы[6].
- 1562—1563 — закончилась Первая гугенотская война[7].
  - Осада Орлеана, негласной столицы гугенотов[8].
  - 19 марта — Амбуазский мирный договор, подписанный в Амбуазском замке при участии королевы Франции Екатерины Медичи и графа Колиньи между гугенотами и католиками, завершивший войну[7].
- 1563—1564 — началась вторая Сиамо-бирманская война[9].
- 1563—1570 — начало Северной семилетней войны (датско-шведской войны 1563—1570 годов)[10].
  - 1563—1570 — между Данией, (которая выступала в союзе с Польшей и ганзейским городом Любек) и Швецией развернулась война на Балтийском море[10].
  - 1563—1567 — Юхан III взят под стражу по подозрению в подготовке заговора против шведского короля Эрика XIV[11].
- 1563—1564 — конфискованные в Ирландии земли большей частью розданы на выгодных условиях английским военным и чиновникам.
- 1563—1564 — на Варшавском сейме в Польше коронованные имения были разделены на 2 категории: одни предназначались на содержание двора (1/4 часть доходов с них направлялось на содержание войска), а другие отданы в пожизненное владение шляхте (см. 1567 год)[12].
- 1563—1564 — хан Кучум, совместно с отцом Муртазой, правил в Сибирском ханстве. Правители покорили угорские племена по Иртышу и Конде, кочевников-тюрков в Барабинской степи[13][14].
- 7 июня — Виленским привилеем в ВКЛ, под давлением Римско-католической церкви, окончательно уравнены права шляхты всех христианских конфессий, а также на допуск иезуитов (см. 1564 и 1569 года)[12].
- 29 августа — в испанских колониях в Южной Америке создано губернаторство Тукуман со столицей в Сантьяго-дель-Эстеро[15].
- Сигизмунд II Август признаёт за династией Гогенцоллернов наследственные права в Пруссии[12].
- Принят Англиканский Символ веры.
- Статут о подмастерьях в Англии.
- Король Эрик подавил мятеж в Финляндии, Иоанн заточен в крепость.
- Закон Фердинанда о возвращении церкви всех её земельных владений.
- Восстание крестьян Ляховецкой волости, Волынского воеводства.
- Китайской армии генерала Ци Цзи-гуана удалось нанести жестокое поражение японцам в Фуцзяни и вытеснить их оттуда.
- Ратифицирован договор о перемирии и разделе сфер влияния Ливонии со Швецией, подписанный в 1562 году[10].
- Шейбаниды захватили Сибирь (Сибирское ханство)[16].
- Вишневецкий Дмитрий Иванович, призванный группой молдавских бояр на трон господаря, во главе 4-тысячного войска вторгся в Молдавию, однако был схвачен турками, отправлен в Стамбул, где жестоко казнён в 1564 году[17].
- Турин стал столицей Савойского герцогства.
- Дели становится резиденцией Великих Моголов.
- Основан город Рехиль.

## Русское государство
Царствование: 1533—1584 — Иван IV Васильевич Грозный
- 1561—1570 — Русско-литовская война. Один из эпизодов русско-ливонской войны по А.И. Филюшкину[16].
- 1558—1583 — Ливонская война[10].
- 1562 — 1563 — Темрюк Идарович, опираясь на помощь русских военных отрядов. совершил ряд крупных походов против ориентированных на Крымское ханство кабардинских князей во главе с Пшеапшоко Кайтукиным. Данные походы способствовали обеспечению беспрепятственных связей Кабарды и Русского государства с Грузией[18].
- Иван Грозный проводивший осмотр пограничных русских городов посетил: Белёв[19].
- Полоцкий поход 1562 — 1563 годов[10].
  - Январь — Андрей Михайлович Курбский вёл тайные переговоры с великим литовским гетманом Н.Ю. Радзивиллом Рыжим об условиях перехода на службу польскому королю Сигизмунду II Августу[20].
  - 5 января — Иван Грозный лично прибывает в Великие Луки. Из-за крайнего медленного движения войска ему с приближёнными приходится "разбирать" людей в заторах. Тогда же он обратил внимание на деятельность обозного воеводы Афанасия Ивановича Вяземского и приближает его к себе[16].
  - 10 января — русское войско выступает к Полоцку. Общая документально зафиксированная численность войск, включая резервный полк составляло 31.206 человек. С дворянами шли боевые холопы, точное число которых неизвестно. Возможно, количество только русской конницы достигало 30-40 тысяч всадников[21].
  - 31 января — 60-тысячная русская армия подступает к Полоцку. К началу осады в Полоцке находилось около 2,5 тысяч воинов, включая польский гарнизон, насчитывавший 400-500 человек. Под защитой городских стен пребывало несколько тысяч беженцев из городской округи. Русские полки начали расстановку полков для осады и штурма города. Были построены туры (дерево-земляные осадные укрепления), за которыми разместилась осадная артиллерия[16][21].
  - Начало февраля — Иван Грозный отправляет своего посла в Полоцк с предложением сдаться и перейти в русское подданство на условиях самих полочан, однако посол был ими убит[21].
  - 5 февраля — первая попытка штурма города Полоцк. Стрельцы подожгли крепостную башню на Западной Двине, взяли её и вошли в острог, однако удержаться не смогли и отступили. До вечера Полоцк обстреливала лёгкая и средняя артиллерия[21].
  - Ночь с 5 на 6 февраля — по царскому указу А.М. Курбский установил осадные туры перед полоцким острогом[20].
  - 8 февраля — начало обстрела города из крупнокалиберных орудий[21].
  - 9 февраля — на городском посаде Полоцка вспыхнул пожар, уничтоживший почти 3.000 дворов. Одновременно с началом пожара начался второй штурм города. Дворяне под командованием Д.Ф. Телепнёва-Оболенского Овчины и Дмитрия Ивановича Хворостина, пройдя через пылающие улицы, "втоптали" польский гарнизон в замок, но взять его не смогли. Жители частично взятого города, начали сдаваться в плен (по различным данным в расположение русских войск вышло от 11 до 24 тысяч человек)[21].
  - 9 —11 февраля — тяжелая артиллерия начала массированный обстрел города. Было разрушено 40 укреплённых участков городской стены из 204 имевшихся[21].
  - 15 февраля (по другим данным 18) — делегация священников и горожан во главе с полоцким владыкой Арсением объявило о сдаче города. Из Полоцка вышло свыше 11 тысяч человеке. Польский гарнизон был отпущен из города с развёрнутыми знамёнами и оружием в руках. Польские командиры получили от Ивана Грозного богатые дары  — соболиные шубы, подшитые драгоценными камнями[21]. Город включён в состав России[10][16].
  - 27 февраля — Иван Грозный покинул город, оставив там своих воевод: Ивана Петровича Шуйского,  П.С. и В.С. Серебряных, с наказом править в соответствии с местными обычаями[16].
  - Начало марта — Владимир Старицкий, по случаю возвращения царя из Полоцкого похода, "дал на него пиры" в Старице вместе с матерью Ефросинией Андреевной[22].
  - После взятия Полоцка, русские войска организовали вокруг города несколько опорный крепостей: Усвят (сов. Усвяты), Улу (Уллу), Сокол (сов. Соколище) др[10].
- 21 марта — у Ивана Грозного рождается сын Василий Иванович, который умирает через полтора месяца[16].
- 19 апреля — в Москве заработала типография первопечатника Ивана Фёдорова и началось печатание первой русской датированной книги — «Апостол», выпущенной в 1564 году.
- Июнь — Иван Грозный наложил опалу на своего двоюродного брата, Владимира Андреевича Старицкого, по жалобе дьяка Савлука Иванова, что княгиня Евфросиния и её сын: "многие неправды к царю...чинят, а его самого держат в тюрьме". Однако благодаря заступничеству митрополита Макария и епископов царь на время "гнев им свой отдал". У Владимира Старицкого был сменён состав его Думы, верхних слоёв двора и приказных[16][22].
  - Мать Владимира Андреевича — Евфросиния принимает монашеский постриг с именем Евдокия и была отправлена на Белоозеро в Воскресенский монастырь (со штатом и "обиходом" соответствующей её статусу)[16][22].
- Осень — А.М. Курбский вёл санкционированные царём тайные, но безрезультатные переговоры с И. фон Арцем, наместником герцога Финляндии Юхана, о сдаче русскому царю замка Гельмет в Ливонии[20].
- Ноябрь — царь обменял у Владимира Старицкого город Романов на Волге (без Пошехонья и Рыбной слободы) на полюбившийся ему удельный Вышгород[22].
- 3 декабря — Иван IV Васильевич Грозный покидает Москву и с семьёй удалился в Александрову слободу, отказавшись от престола[23].
- 24 декабря — умирает брат царя Юрий Васильевич. Иван Грозный присутствует на его погребении в Архангельском соборе Московского Кремля, вместе с князем Владимиром Андреевичем Старицким[16].
- 31 декабря — умирает митрополит Макарий[16] который перед кончиной просил царя отпустить его на покой по состоянию здоровья (см. 1547 и 1562 года)[24].
- Конец года — Шереметев Иван Васильевич Большой попал в опалу, был арестован и, по свидетельству А.М. Курбского, подвергся пыткам. Прощен в марта 1564 года[25].
- В государев титул российского великого князя и царя Ивана IV Васильевича Грозного включены слова — "всея Сибири"[26].
- 1563—1564 — Иван Грозный, пытаясь наладить отношения с Крымским ханством дипломатическим путём, отправляет посольство А.Ф. Нагово, которое не имело успеха, хотя вследствие переговоров в Бахчисарае был заключён в январе 1564 года русско-крымский мирный договор, который был нарушен ханом Девлет I Гиреем через полгода[27].
- 1563-1598 — хан Кучум захватил власть в Сибирском ханстве.
- Адашев Даниил Фёдорович привлечён по Стародубскому изменному делу —  расследованию обстоятельств сдачи русскими воеводами литовцам г. Стародуб. Казнён вместе с малолетнем сыном[28].
- Пожалованы окольничеством: Бутурлин Афанасий Андреевич, Бутурлин Иван Андреевич, Головин Пётр Петрович, Зайцов Пётр Васильевич, Плещеев Захарий Иванович Овчина[29].
- Пожалованы боярством: Телятевский Пётр Иванович (ум. 1566), Умный-Колычев Фёдор Иванович (ум. 1567), Салтыков Яков Андреевич (ум. 1572), Мстиславский Иван Фёдорович (ум. 1586), Салтыков Лев Андреевич (ум. 1573), Чёрный-Оболенский Фёдор Михайлович, Юрьев Никита Романович[29].
- На службу великому князю и Государю выехали родоначальники дворянских родов: Соймоновы, Колемины,  и Лашкевичи[30].

### Города и поселения
- Создание Янишполя.
- Основан пограничный сторожевой пункт Тёплый Стан на Ногайском шляхе.
- В устье р. Вязовка (близ  пустыни, позднее Покровский мужской  монастырь) на правом  берегу р. Дон основан г. Данков[31].

## Начало правления
См. также: Список глав государств в 1563 году

## Родились
См. также: Категория:Родившиеся в 1563 году
- Чжу Ицзюнь — император Китая династии Мин c 1572 по 1620 годы.
- Гуру Арджан Дэв — Пятый Гуру Сикхов.
- Джентилески, Орацио — итальянский живописец.
- Доуленд, Джон — английский композитор и лютнист.
- Майкл Дрейтон — английский поэт эпохи Возрождения.

## Скончались

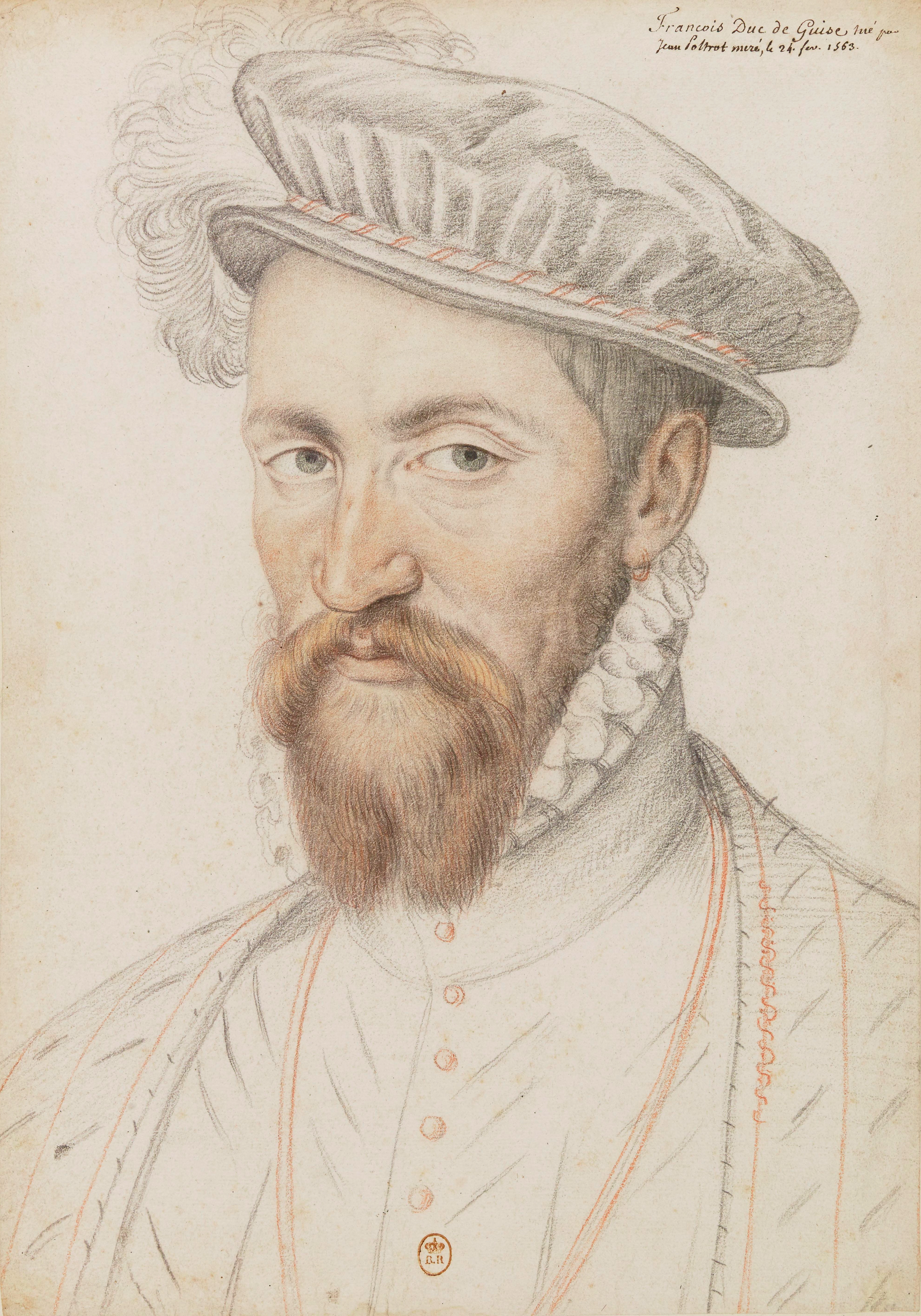
Изображение Франсуа де Гиза

См. также: Категория:Умершие в 1563 году
- 21 мая — Мартинас Мажвидас, автор и издатель первой литовской книги (1547).
- 22 октября — Силоэ, Диего де испанский архитектор и скульптор.
- 5 декабря — Гурий, первый архиепископ Казанский и Свияжский, святой Русской Церкви.
- 31 декабря — Макарий, митрополит Московский и всея Руси, общественный и политический деятель, святой[24].
- Берлихинген, Готфрид фон — швабский рыцарь, участник Крестьянской войны в Германии.
- Глареан, Генрих — швейцарский гуманист: теоретик музыки, географ, историк, филолог, математик.
- Франсуа де Гиз — 2-й герцог де Гиз (1550—1563), граф, затем герцог Омальский и пэр Франции, маркиз де Майенн, барон, затем принц де Жуанвиль, великий камергер и великий ловчий обер-егермейстер Франции. Французский военный и государственный деятель времён Религиозных войн во Франции, старший сын Клода I (20 октября 1496 — 12 апреля 1550), герцога де Гиз, и Антуанетты де Бурбон-Вандом (1493—1583).
- Кастеллио, Себастьян — французский проповедник и теолог, один из первых протестантских идеологов свободы совести. Идеологический противник Кальвина.
- Ла Боэси, Этьен де — французский писатель и философ, близкий друг Мишеля Монтеня, который намеревался опубликовать его сочинение «Рассуждение о добровольном рабстве» в составе своей книги «Опыты».
- Мельдолла, Андреа — итальянский живописец и гравёр венецианской школы.
- Франческо Сальвиати — итальянский художник эпохи маньеризма.
- Негри, Франческо (1500—1563) — итальянский монах-бенедиктинец, протестантский реформатор, богослов, поэт, писатель.
- Исмаил — бей Ногайской Орды[32].
- Адашев Даниил Фёдорович — русский военноначальник, окольничий (с 1559 года). Казнён с малолетним сыном[28].